# Jean Snyers
Jean Snyers est un homme politique anversois mort le 1er septembre 1672 à Anvers.

## Biographie
Échevin, il est bourgmestre d'Anvers de 1654 à 1656 puis de 1667 à 1668.
Il meurt le 1er septembre 1672 à son domicile het Woud, dans la Koepoortstraat.